# Maruelh
Maruelh (en francès Mareuil) és un municipi francès situat al departament de la Dordonya i a la regió de la Nova Aquitània.

## Demografia
| 1962                                       | 1968  | 1975  | 1982  | 1990  | 1999  | 2007  |
| ------------------------------------------ | ----- | ----- | ----- | ----- | ----- | ----- |
| 1.137                                      | 1.103 | 1.209 | 1.210 | 1.194 | 1.113 | 1.130 |
| Des de 1962: població sense dobles comptes |       |       |       |       |       |       |

## Administració
| Període   | Identitat    | Partit |
| --------- | ------------ | ------ |
| 2001-2005 | Yves Bernard |        |
| 2005-     | Alain Ouiste |        |

## Personatges il·lustres
- Jacques Vivier, ciclista